# Hidrogradnja
Hidrogradnja je společnost, která je aktivní v oblasti stavitelství. Sídlí v hlavním městě Bosny a Hercegoviny, Sarajevu. Vlastněná je dvoutřetinovou většinou bosenskou vládou.
Společnost byla založena v roce 1947 rozhodnutím tehdejší lokální vlády. Stalo se tak před vyhlášením první jugoslávské pětiletky v období bouřlivého poválečného rozvoje a obnovy země. Od druhé poloviny 50. let 20. století rozvíjela Hidrogradnja své aktivity nejen v tehdejší Jugoslávii, ale i v zemích budoucího Hnutí nezúčastněných zemí, například v Libyi. Na konci 80. let získala společnost jako součást mezinárodního konsorcia kontrakt na výstavbu hydroelektrárny Bechme v Iráku, jejíž výstavba však byla zastavena v souvislosti s Válkou v Zálivu. Platební morálka iráckých partnerů však byla velmi nízká, a tak za stavební práce, které jugoslávský podnik realizoval v letech 1981 – 1989 nedostala Hidrogradnja nikdy zaplaceno.
Ohromný kontrakt byl realizován v době ekonomického úpadku Jugoslávie; tehdy Hidrogradnja zaměstnávala zhruba 2400 lidí, kteří se však museli v polovině srpna 1990 vrátit z Iráku zpět do Sarajeva. Skutečnost, že tak významný kontrakt byl zastaven z politických důvodů měl značný dopad na šíření stávek, které na přelomu léta a podzimu roku 1990 propukly v bosenské metropoli.[zdroj?]
Kapacity společnosti byly značným způsobem omezeny v souvislosti s vypuknutím války v Bosně a Hercegovině, nicméně se podnik podařilo obnovit. V roce 2016 podnik dostihly ekonomické problémy, spojené s dluhy vůči zaměstnancům a státu a zbrankrotoval.